# 季節 (電視劇)
《季節》（英语：The Seasons），是香港電視廣播有限公司拍攝製作的時裝處境劇集，播出四百多集，1987年3月9日起至1988年10月24日於《歡樂今宵》內首播，後來在1989年3月於《歡樂今宵》內首播第二輯，起初繼續稱為季節，後來改稱《金裝季節》。
第一輯《季節》曾於 1993年7月和2004年11月22日至2005年7月25日下午時段重播，亦在myTV SUPER黃金翡翠台於2022年4月18日起至2023年1月19日重播（全199集）。第二輯《金裝季節》半小時版曾於1991年深夜時段和2005年9月20日至2005年10月12日下午時段重播，亦在myTV SUPER黃金翡翠台於2023年1月20日起至2023年2月13日重播（全17集），監製是甘志輝。

## 概述
1980年代的《歡樂今宵》，由於被麗的電視以劇集狙擊、以及香港社會階層生活質素提升，收視率日漸下滑。所以《歡樂今宵》需要製作一些短劇來留住觀眾，包括《封神榜》、鄭裕玲的《鍾無艷》、汪明荃的《寶蓮燈》、靈異劇《夜驚魂》等，受到觀眾歡迎。
1987年3月，無綫推出長篇短劇《季節》，每集15分鐘，逢星期一至五晚在《歡樂今宵》時段內播放，參考NHK的晨間小說連續劇的做法(《阿信》之前曾在無綫播出，也在《歡樂今宵》時段內播放，大受歡迎)，本暫定200多集；後來反應良好，便逐漸加長集數與播放時間，最後約四百多集。通常每集15分鐘，當加長至30分鐘或45分鐘時，其實是因應對手亞洲電視有「大騷」或重頭劇的首映。而為了使觀眾追看而收看《歡樂今宵》，於是季節在每晚歡樂今宵的播放時間不定（可能在開首、中間、甚至後半部份）。
季節大結局於1988年10月24日播出，當日一共播出60分鐘合共四集，並邀請季節內的演員上《歡樂今宵》暢談感受，「季節之夜」剛好碰上對手亞洲電視的亞太小姐競選。 。
在1989年3月時《歡樂今宵》因為要與對台打仗，於是趕製續篇《季節》播出。以鄭裕玲與萬梓良參演為重點
《季節》是一套時裝家庭倫理劇。由資深演員鄧碧雲主演的母親李淑德，在她身處的一個大家庭中，如何處理子女間的爭鬥誤會，頭頭是道，令家庭觀眾拜服，因此鄧碧雲在眾人心中也多得一個愛稱「媽打」。而在劇中演出一家之主唐泰的朱瑞棠，是著名舞台劇演員及導演、前香港真光中學副校長，當年剛在劇社及學校退休，便獲無綫電視力邀加盟，曾經演出過電視劇，後來定居於加拿大。飾演三姑姐的盧宛茵與阿順的吳浣儀，是無綫早期藝員訓練班的學員，在經典電視劇《朱門怨》中飾演二少奶與三少奶而廣為人知，前者過檔麗的/亞視多年，後者亦因結婚而退出幕前多年，今次亦獲無綫力邀回巢飾演度身訂造的重要角色，改變了她們的戲路。
《季節》演員大多演技精湛，尤其擅長透過表情刻劃內心所思所想，故令觀眾相當投入；根據當時歡樂今宵的領航人吳雨回憶，鄧碧雲對劇本亦有一點修改，使對白更貼地，例如經常對阿全說的「我只係陀少你十個月」。另外，《季節》絕大部份都是拍廠景，極少有外景。主題曲及插曲由剛加入無綫的羅嘉良主唱。

## 劇情
故事的核心發生在唐家一門之中，唐泰（朱瑞棠飾）、唐仁（盧海鵬飾）、唐麗珠（盧宛茵飾）三人是異母兄妹。泰之母親因為遺失了一塊玉，指證仁之生母偷走，故仁之母親自殺而死，仁則視泰為仇敵。
泰後來迎娶李淑德（媽打，鄧碧雲飾），亦同時被六婆（陳立品飾）之姪女梁詠琴（湘漪飾）乘虛而入，生下唐貴全（郭鋒飾）而一走了之。泰亦把全偽稱為領養之子，當然，媽打完全不知道琴與泰的關係，也不知道全是泰的私生子，當自己的親生子所撫養。後來，媽打生下家偉（顏國樑飾）、家禮（羅嘉良飾）、家俊（梁朝偉飾）、嘉文（姚正菁飾）。
泰經營泰和堂以及一些物業，生活由艱苦變成小康。德原生活於富貴之家，父死後，家業被弟李永良（譚炳文飾）敗光。反而依靠德這姊姊。媽打亦有陪嫁妹仔芳（羅蘭飾）。良原有妻兒，後離異，娶譚鳳媚（莊文清飾）為續弦，並欺騙鳳，指媽打把李家的家產據為己有，並抹煞媽打多次出手協助良的往事。而媽打亦疼愛良的兒子添仔李志添（袁震宇飾）。
眾兒子長大成人後，三Dee往英國深造，內向嘅細Dee則為一家銀行擔任分行主任，偉與良在媽打出資下經營地產公司，嘉文就讀中五，而全則在泰和堂幫忙管理營運。
偉結識了胡玉河（林建明飾），未幾令河懷孕，河兄長勝（李家鼎飾）到唐家威脅，唐家無奈地給河入門。偉河結婚之日，媽打氣結不出席婚宴，後在泰的力勸下才出席，一一代解宴會上各種問題。河回家後，對唐家習俗不習慣，憤而回到外家，後被家偉説服回家，並被媽打巧妙地化解她要求裝修房間的要求。
未幾，珠回香港。珠為人吝嗇，言語刻薄，依附唐家之中。仁與妻蘭（陳嘉儀飾）結婚後，因喪母之心理問題，經常醉酒打妻，蘭憤而出走，留下康（李家聲飾）予仁撫養成人。仁在珠協助下開了一家紙紮店，勉強維持生活；康雖在電視台任助理編導，卻常為升職困難而苦惱。仁為助康，決定儲錢予康出國深造。然而偉和良不務正業，地產公司生意不振，連租金也欠了三個月。為求填補欠款，偉和良竟然慫恿珠收回仁之店舖。後來偉和良被媽打得知此事後被教訓一頓，並由媽打與泰出錢買進仁之店舖平息事件，但因此揭露出仁與泰之間的恩怨。
媽打之堂妹李亞順（吳浣儀飾）從大陸來港，其夫吳富求子心切，但順不慎流產，而富則列海外打工，順一心在唐家幫手照顧河。偉重遇上小時候青梅竹馬的鄰居康子媚（吳家麗飾），康子媚在外國長大，曾離婚，與偉發生一段婚外情，被媽打發覺後與泰帶偉上媚家談判，但不果，媚當著河面前拆穿自己與偉之婚外情，河在驚怒之間生下衡衡（唐倩衡），偉最後與媚一刀兩段，但花了不少時間與河和解。良在無意之中得知全為泰私生子之事，欲威脅泰，六婆亦被迫透露這件事實，令媽打內心崩潰，一度進大嶼山佛堂避靜，泰勸回不果，回程時心臟病發，媽打在全的力勸之下心軟原諒泰。
鳳媚之孻叔（伊雷飾）行船回港，與珠慢慢發生感情，後來在一次爭執之下離港。
河在媽打婦女會的朋友金太要求之下，開始協助金太經營化妝品生意。在一次河叫嘉文取文件到公司時，嘉文遇上了攝影師阿King（吳鎮宇飾），阿King因被嘉文吸引便找嘉文當模特兒。在工作期間阿King用花言巧語令嘉文對自己產生愛意，但阿King其實是有婦之夫，經常背著妻女和工作的模特兒搞婚外情，嘉文陷於情網中不能自拔，媽打與河無計之下，邀請阿King太太（余綺霞飾）出來，要求向嘉文揭開阿King的真面目，令嘉文迷途知返。
河初時由於工作繁忙，經常不在家和時時回家後依然只顧工作，令偉非常不滿，二人因此經常爭吵。最後河為了雙方的關係，決定讓步放多點時間在家庭上。不久二人決定去澳洲旅行，但臨出發前，因金太盲腸炎要做手術，河決定不和偉去旅行留在港代替金太處理公司事務，偉只好一個人出發。
泰買給全的房子，因偉不在港而經全租給了一個女子葉青（陳秀珠飾），全與葉青因相處而互生情愫，但被偉發現葉青原來是夜總會公關，泰被告知後決定棒打鴛鴦，某日借用媽打名義要請葉青上唐家，在偉等人的冷言冷語下氣走葉青，葉青決定前往新加坡接受富商包起。
良和鳳經常為家事吵架，鳳也因為良的原因，經常把良的兒子添仔出氣，媽打也因此常常為二人調解問題。
仁與泰之恩怨在泰病發入院時得以和解，原來仁之母親的確把玉贈與了自己的初戀情人，其女程秀霞來港答謝唐家，與仁漸漸發生感情。在這個時候，因不堪仁酒後虐待的前妻蘭（陳嘉儀飾）回港，身患絕症的她只想見康，媽打無奈之下協助蘭以朋友的身份與康相見，最後在蘭病重之時，仁與蘭得以和解，一家三口終於破鏡重圓，蘭去世後，仁拒絕了霞的情意、未幾霞返回新加坡。
媽打經婦女會的太太認識了周太（仙杜拉飾），周太介紹其女周珮青（商天娥飾）認識唐家，後珮青暗戀全，母女二人為貪財好利之輩，在周太的計策之下，珮青和全過了一夜，全為了負上責任，在半推半就、不甘心情願之下迎娶了周珮青。在周珮青假意孝順，曲意奉迎之下，泰對青信任有加。更因一次河發現青遺留泰和堂的數薄記録有問題，便告之偉，偉決定到青的房間尋找證據。正當二人在青的房間尋找證據時剛巧青回來被發現，青便告之泰，泰因此對偉兩夫妻漸漸冷落。
孻叔在没有通知唐家的情況下突然回港，再希望與珠修補關係，期間用了不同方法，最終打動珠成為其女朋友。後再次去行船半年。
唐家禮獲知在澳洲的女友Jenny和別人結婚，感到非常之失樂，正當情場失意時，因工作關係認識了蔣詠詩Jessica（麥麗紅飾）。因珠去送孻叔落船，便安排禮到機場接亡夫之弟何振國Ivan（張兆輝飾），禮到機場時剛巧遇上了去接機的Jessica，三人言談間，禮得知Ivan和Jessica是男女朋友關係。因Ivan預訂的酒店出了問題，媽打便留Ivan暫住在唐家。不久，Ivan搬離唐家住在公司租用的單位後，由於工作繁忙和Jessica不滿Ivan的處事方法，漸漸令雙方的感情轉淡，最後更因Ivan不肯答應結婚，令Jessica決定和Ivan分手。相反禮經常和Jessica出相入對，令禮對Jessica產生好感。禮向Jessica表白自己的心意時，同時得知Jessica也對自己有意，二人便決定成為情侶。Ivan得知此事後，曽到唐家向禮動手，最後經Jessica説服，Ivan只好放棄和Jessica的感情，最後到台灣工幹去了。
農歴新年將近，唐家的屋居也完成裝修了。此時呂太的工人Maria來到唐家。年初二的時候Maria跟青回娘家時，知道青想妊娠，便介紹青使用菲律賓的山草藥，怎知青因此而腹瀉便怪責Maria，偉因為得知青想妊娠便出言諷刺青，珠為了圍護青和偉爭吵。媽打得知此事後分附各人不要再為此事爭吵。年初四的時候Maria的女兒Maggie（曾華倩飾）突然來到唐家。
偉因感在家的地位不及全，在失意之下再次遇上康子媚，康子媚今次卻變得溫柔而且善解人意，二人再次發生婚外情，河得知後決定與偉分居離婚，但由於河為了挽留丈夫，結束與金太的化妝品生意，Jessica讓河到自己的公司上班，而媽打與順姨卻照顧衡衡。康子媚得知股票美康實業行將破產，卻勸偉把家財押上去，在偉決定放出股票時永康宣佈破產，得悉康子媚的野心欲拉她向河求情時，不慎發生交通意外，最後偉成功康復，而河與偉分居。
順與富的同鄉何秉豪（岳華飾）到泰和堂幫忙，富在這個時候原打算留在港工作而不打算再到外地工作，誰知富在地盤發生意外死去。豪之女瑩瑩（李麗蕊飾）患於腎病，身體虛弱，富死後把腎捐給瑩瑩。
時光飛逝，嘉文考上中文大學，河在Jessica工作公司遇上了中年未婚的裁縫師傅鍾克強（曾江飾），姊為何鍾秀秀（沈殿霞飾），鍾克強鍾情於河，而偉亦希望與妻子復合，陷入三角戀之中，河避到金太家中，而金太鑑於河心仍向著偉，而且應該給與倩衡一個完美的家庭，金太通風報信，令偉河二人得以復合，最後藉著媽打擺大壽之時，迎回河入唐家。不過家禮與Jessica為了鍾克強的事起了爭執，最後Jessica在没有通知家禮之下便前往日本工作，二人唯有相隔兩地。
何秉豪被周珮青兩母女以閒言晴語迫得退出泰和堂經營，而豪亦不敢明言。剛好仁的紙紮店被收樓重建，故泰邀請仁坐鎮總店，而分店給與全夫妻打理。未幾，由於周太遇上了阿達（吳孟達飾），阿達教唆周太把總店的龜板偷龍轉鳳變賣作投資，事成後周太把所有財物（包括向其他人借來的錢）交給阿達，阿達卻夾帶私逃。周太母女被迫再到總店偷龜板，被泰等人捉到正著。全拆穿之前周珮青在唐家的所作所為，決定要離婚。最後由於珮青有了身孕，珮青向全道歉，希望全能原諒自己重新改過。最後全也原諒了她。
未幾，有一個女人從英國回到香港，那就是梁詠琴（湘漪飾），今次回港是要對唐家報復，她先要脅泰買房子給她，然後再利用已經腦退化的六婆，假稱是媽打迫走她，引導全對媽打的憎恨。良剛巧看到泰買樓的情景，向泰勒索反被仁打傷，在鳳的勸導之下通知媽打。在琴的設計下，媽打被氣暈。媽打身體康復後獨自遠走英國找三Dee（梁朝偉飾），三Dee有女友Ellen（陳雅倫飾），三人一同回港。泰為求琴離開，便把泰和堂轉讓給琴。後來知道Ellen原來是琴之姨甥女，Ellen還透露出琴到英國後，曾嫁與一個華僑，但對方嫌棄琴曾生孩子，於是離婚，自此琴精神失常而長期住院。而六婆則剛好回復神智向全講出真相，在各人合作之下用計引琴把泰和堂轉讓給全，而全亦會轉回給泰。琴得知後大受打擊，偷偷上唐家並抱走倩衡，打算與媽打同歸於盡，最後因誤傷了全而精神徹底崩潰，長期住院。
此時，孻叔回港向珠求婚，二人成婚，大團圓結局，剛巧，葉青再打電話給全，而全經媽打開導後，終於再與葉青見面，而二人亦不再有所牽引，但葉青手上還有一張小朋友的照片......。
孻叔和珠的酒席後，翌日清晨5時多，因媽打睡不着，泰便與媽打在露台聊天，最後的對話是
泰:「起風了，現在一早一晚也有點涼意，眨吓眼就過了一個季節，我們真的要珍惜未來的日子。」
媽打:「太陽昇起了，很漂亮！」
最後太陽初昇畫面配以字幕「謹以"季節"此劇，獻給天下間所有幸福家庭」作結。

### 金裝季節內容
金裝季節分為三個故事，分別是葉青歸來、淑英與向陽、以及耀宗復仇，由於飾演媽打的鄧碧雲剛動完聲帶手術，所以演出金裝季節時聲線沙啞，而飾演胡玉河的林建明亦因過檔亞洲電視而沒有登場，劇組以「河和倩衡一起到日本與Jessica工作」為理由交代未能出場的原因。唐家主要演員中飾演芳姑的羅蘭亦沒有出場，劇情交代芳姑為侄子辦理結婚事情而去了内地。
葉青當年與全分手後，到新加坡與富商陳森（戴志偉飾）一起，未幾生下兒子，名為「念全」，實為全之骨肉。富商陳森生意失敗，以念全要脅葉青，要葉青「重新下海」養他。剛巧被媽打遇上，與唐泰得知念全為全的骨肉後，以屋把葉青與念全藏起來，後來全得知後二人相認。而陳森到唐家家宴鬧事，令周珮青流產而且無法再生育。葉青到醫院向周珮青道歉時，陳森往醫院向周珮青復仇而起爭執，混亂中葉青被陳森用刀刺傷，之後陳森欲傷害周珮青，却被葉青由後用刀刺死，葉青因傷勢嚴重，臨死前把念全交給周珮青撫養。
李淑英（鄭裕玲飾）為順在鄉下的妹妹，到港投靠順，並且尋找男友向陽（萬梓良飾），誰知向陽有罪被判入獄，向陽出獄後，二人經歷重重波折，李淑英終於懷孕，二人搬離唐家組織家庭。
跛了腳的王耀宗（林嘉華飾）是梁詠琴另一個兒子，某日宗來到唐家自稱與全一樣是唐泰的兒子，剛巧六婆已經離世，梁詠琴亦已精神失常，死無對症，於是唐泰暫時把宗收留在唐家，宗在唐家後邪惡的本性顯露，甚至要泰把泰和堂轉讓給自己補償。而家偉則到英國查獲結果，揭發宗並非泰所出，而是琴到英國後下嫁之華僑所生，正當在律師樓泰簽署把泰和堂移交給宗時，媽打一衆人趕到，並揭發宗的生父不是泰，於是宗脅持泰，但被媽打喧服，最後宗後悔對唐家所做過的錯事，改過自新。宗在回英國重新生活前再到療養院與琴道別。故事最後以唐家一家樂也融融地晚飯作結。
這輯故事最後背景以黄昏作結尾，和第一輯最後以日出背景作結尾成為對比。

## 演員表

### 主要演員
- 朱瑞棠 飾 唐泰
- 鄧碧雲 飾 李淑德（媽打，唐泰妻）
- 盧海鵬 飾 唐仁（唐泰二弟）
- 盧宛茵 飾 唐麗珠（唐泰三妹）
- 郭　鋒 飾 唐貴全（長子，唐泰及琴私生子）
- 顏國樑 飾 唐家偉（大Dee，二子，唐泰及李淑德長子）
- 林建明 飾 胡玉河（唐家偉妻）
- 羅嘉良 飾 唐家禮（細Dee，三子，唐泰及李淑德二子）
- 姚正菁 飾 唐嘉文（囡囡，四妹，唐泰及李淑德幼女）
- 譚炳文 飾 李永良（李淑德弟）
- 莊文清 飾 譚鳳媚（李永良第二任妻子）
- 袁震宇 飾 李志添（添仔，李永良和第一任妻子所生）
- 羅　蘭 飾 陶季芳（李淑德陪嫁丫鬟）
- 李家鼎 飾 胡廣勝（胡玉河兄）
- 李家聲 飾 唐俊康（唐仁子）
- 吳浣儀 飾 李亞順（媽打堂妹）
- 商天娥 飾 周珮青（唐貴全妻子）
- 林嘉麗 飾 Mimi（唐家偉、李永良地產公司的秘書）

### 客串演員
- 上官玉 飾 金太太（媽打的好友、胡玉河的拍檔）
- 陳嘉儀 飾 沈惠蘭（唐仁妻）
- 湘　漪 飾 梁詠琴（唐貴全親母，Ellen阿姨）
- 梁朝偉 飾 唐家俊（Jacky/三Dee，唐泰及李淑德幼子）
- 陳立品 飾 六婆（唐泰舅母，梁詠琴六嬸）
- 余子明 飾 吳富（順丈夫）
- 戚美珍 飾 凌雪冰
- 吳家麗 飾 康子媚
- 伊　雷 飾 譚鎮東（孻叔）
- 陳秀珠 飾 葉青
- 吳鎮宇 飾 張先生/阿King
- 余綺霞 飾 Ann（阿King老婆、張太）
- 仙杜拉 飾 周珮青母
- 麥麗紅 飾 蔣小姐/Jessica
- 蘇杏璇 飾 程秀霞（仁母好友之女）
- Maria Cordero 飾 Maria (呂太的工人)
- 曾華倩 飾 Maggie（Maria的女兒）
- 曾　江 飾 鍾克強（Jessica工作公司的裁縫師傅）
- 沈殿霞 飾 何鍾秀秀（鍾克強姊）
- 岳　華 飾 何秉豪（媽打鄉里、泰和堂伙計）
- 李麗蕊 飾 瑩瑩（豪女兒）
- 陳雅倫 飾 Ellen（三Dee女友，琴姨甥女）
- 吳孟達 飾 阿達（珮媽媽的朋友，但後來騙了珮媽媽）
- 黎耀祥 飾 榮（珮表弟，泰和堂新伙計）
- 張兆輝 飾 何振國/Ivan（三姑姐叔仔，由美國回來，同時也是Jessica由中學時期認識的男友，後分手）
- 歐陽震華 飾 Ivan的朋友
- 陳中堅 飾 堅叔（唐泰朋友）
- 梁葆貞 飾 堅嫂（唐泰朋友）
- 潘文柏 飾 酒店服務員（第87集）
- 吳夏萍 飾 何小姐（俊的朋友)（第173集)

### 金裝季節客串演員
| - 胡 楓 飾 何國柱（媽打同鄉） - 戴志偉 飾 陳森（葉青老公） - 吳麗珠 飾 May（葉青朋友） - 鄭裕玲 飾 李淑英（順妹） - 萬梓良 飾 向陽（英男友） - 林 聰 飾 蘇威（向陽同鄉，黑社會大佬，害向陽坐監） - 林嘉華 飾 王耀宗（全同母異父弟弟） |

## 犯駁之處
- 在黃金翡翠台放映第68集講囡囡到阿King（吳鎮宇）的公司找阿King，因為阿King未到，而和他的老婆即張太（余綺霞）見面，她從張太（King老婆）口中得知阿King的為人後，就哭著跑回家。而回家後所穿的校服校章和之前的不同了！
- 唐仁一家即使有白事在身，仍然不懂忌諱賀阿全結婚及來唐家拜年。
- 有一集內容講偉從玉口中得知剛才是阿珮説給玉知道來電的是女人，之後去找阿珮算帳時，偉所佩載的是不同的領呔！
- 在衡衡兩歲生日那場戲，阿玉在公園跟衡衡慶祝生日，當由大Dee接回唐家後衡衡變為另一個小女孩演出。

## 紀錄
- 劇中所有夫婦／情侶，都是有危機（危機包括婚外情、三角戀、吵架及喪偶）
- 同齡的衡衡由不同小演員演出

## 影响
季節可說是《歡樂今宵》內最經典以及最受歡迎的電視短劇，使歡樂今宵的收視回復全盛時期的數字。
由於季節反映家庭日常問題，在家庭主婦群大受歡迎，令鄧碧雲女士晚年的戲劇生涯再創高峰。
1988年，鄧碧雲更與沈殿霞演出喜劇《南北媽打》，可見「媽打」旋風一時無兩！
當時季節受歡迎的程度，在一些電影中被表達出來。1988年電影富貴再迫人中，董驃與沈殿霞所飾演的夫妻因為急需借款來乘飛機回加拿大領取彩票頭獎而往以前所居住的屋村，向昔日的雀友主婦借錢。他們到達時則遇上雀友主婦們的小孩，他們裝大人打麻將。以下就是他們的對話：
董驃：「你們的母親呢？」

小孩甲：「回家看季節啦，要不然我們會有機會在這打麻將呢？」

沈殿霞：「快些叫她們出來吧，我有重要事對她們說。」

小孩乙：「有甚麼會比看季節還更重要？踢她們也不動！」

小孩丙：「除非火燭（發生火警）啦！」

結果董驃與沈殿霞大呼火燭，這些雀友主婦街坊才離家出來。
此外，二十年後的卡通片《我們這一家》的女主角花師奶在片中哼《季節》主題曲。

## 軼事

### 顏國樑意外入院
在《季節》拍攝期間，有一幕林建明需要掌摑飾演他丈夫的顏國樑，但由於力度過猛（有說是雙方過份投入，亦有說是力度掌握的意外），使顏國樑的脖子受傷而要入院治療達一個多月。之後他有一段時間都要頂着頸托來演出。

### 余子明離世
2022年11月10日在黄金翡翠台放映第149集的《季節》裏講述余子明飾演的吳富由委內瑞拉回來。現實在這天余子明離世，享年78歲。

### 惡搞版本
雖然《季節》是歡樂今宵時段內少數極受歡迎的電視劇集，但它亦難逃被歡樂今宵的搞笑環節惡搞的命運，而且還要被惡搞兩次。其中一次是一集過的《龜裂》，第二次是一套數十集的《脫節》。當中《脫節》更把每集《季節》結束時把一朵花拋進水裡的鏡頭，惡搞成為把一朵菊花拋進馬桶內，然後被沖走。

## 重播及影碟發行
由於《季節》是在歡樂今宵中以「打游擊」的方式播出，每集長度不一，於是無綫將之整合成199集，每集約25分鐘之版本，而金裝季節亦整合成17集，每集約25分鐘版本，兩者之片頭畫面與歡樂今宵之版本不同。無綫於2005年及於myTV Super黃金翡翠台重播時就依這個版本，myTV Super中亦上架該版本。
無綫發行之海外版本把季節本劇分成三輯，金裝季節一輯，每集約45分鐘，而海外版本之配樂與原劇有所出入，亦作出小幅刪節。季節本劇之三輯各有海外版本特製之片頭畫面，主題曲仍是羅嘉良所演唱之版本。金裝季節之海外版本亦有其特製之片頭畫面而沒有主題曲，與歡樂今宵之版本不同。
香港發行代理商現代音像（國際）有限公司推出發行了《季節》VCD（2004年推出發行）VCD影碟以海外發行版本為基礎，第一輯碟一中有附上海外版本第一輯的主題曲及片頭畫面，並對整套VCD加以剪輯，在海外版刪節的基礎上刪去某部份劇情，每隻VCD影碟片長約60分鐘，分成四輯，頭三輯每輯十五隻VCD影碟，第四輯為十八隻VCD影碟，第四輯除季節本劇外亦包括金裝季節的內容，全套VCD影碟亦配上繁體中文字幕。
無綫亦在其海外YouTube 頻道「香港•卡式（HK Classic）」上載《季節》海外版本第一至四輯。

## 電視節目的變遷
| 英屬香港 無綫電視翡翠台 星期一至五 歡樂今宵時段 | 英屬香港 無綫電視翡翠台 星期一至五 歡樂今宵時段 | 英屬香港 無綫電視翡翠台 星期一至五 歡樂今宵時段 |
| ----------------------------------------------- | ----------------------------------------------- | ----------------------------------------------- |
|                                                 | 季節 （1987年3月9日－1988年10月24日）           |                                                 |
| 待查                                            | 待查                                            |                                                 |

| 加拿大 新時代電視1台 星期一至五 13:55-14:20 | 加拿大 新時代電視1台 星期一至五 13:55-14:20 | 加拿大 新時代電視1台 星期一至五 13:55-14:20 |
| ------------------------------------------- | ------------------------------------------- | ------------------------------------------- |
|                                             | 季節 （2016年8月31日－2017年6月5日）        |                                             |
| 愛生事家庭 （2016年3月21日－2016年8月30日） | 城市故事 （2017年6月6日－2019年1月29日）    |                                             |

## 外部連結
- 《季節》演員事隔31年再重聚　兩女之母姚正菁極罕現身（页面存档备份，存于）